# Конкретне виконання
Конкретне виконання — справедливий засіб правового захисту в договірному праві, згідно з яким суд видає наказ, що вимагає від сторони виконання певної дії, наприклад завершення виконання контракту. Як правило, це доступно в законі про продаж землі, але в інших випадках воно недоступне, якщо відшкодування збитків є відповідною альтернативою. Конкретне виконання майже ніколи не доступне для контрактів про надання особистих послуг, хоча виконання також може бути забезпечено через загрозу провадження за неповагу до суду.
Заборона, що часто стосується конфіденційної інформації або нерухомості, є типом або підмножиною реального виконання і є однією з форм реального виконання, що найчастіше використовуються. Хоча реальне виконання може бути у формі будь-якого типу примусової дії, зазвичай воно полягає у завершенні раніше встановленої угоди, таким чином, будучи найефективнішим засобом захисту очікуваного інтересу невинної сторони договору. Зазвичай це протилежність забороні, але є обов'язкові заборони, які мають схожий ефект із реальним виконанням, і ці види відмінностей часто важко застосовувати практично чи навіть ілюзорні.
За загальним правом права позивача обмежувалися присудженням відшкодування збитків. Пізніше суд справедливості замість цього розробив засіб захисту конкретного виконання, якщо збитки виявляться недостатніми. Конкретне виконання часто гарантується шляхом правового захисту права володіння, що дає позивачу право заволодіти спірним майном.
Як і у випадку з усіма справедливими засобами правового захисту, розпорядження про конкретне виконання є дискреційними, тому їх доступність залежить від їх відповідності обставинам. Такі накази видаються, коли відшкодування збитків не є адекватним засобом правового захисту, а також у деяких конкретних випадках, таких як земля (яка вважається унікальною).

## Юридична дискусія
У юридичній літературі тривають дискусії щодо бажаності конкретного виконання. Економісти, як правило, дотримуються точки зору, що конкретні показники повинні бути зарезервовані для виняткових налаштувань, оскільки це дорого в адмініструванні та може стримати промісів від участі в ефективних порушеннях. Професор Стівен Шавелл, наприклад, знаменито стверджував, що конкретне виконання повинно бути зарезервовано лише за контрактами про передачу власності, а в усіх інших випадках грошова компенсація буде більшою. Навпаки, багато юристів з інших філософських традицій вважають, що слід віддавати перевагу конкретному виконанню, оскільки воно найближче до того, що було обіцяно в контракті. Є також невизначеність, що виникає в результаті емпіричних досліджень, чи надає конкретне виконання більшу цінність обіцянкам, ніж грошові збитки, враховуючи труднощі примусового виконання.

## Право та економіка
У теорії контрактів економісти порівнюють конкретні результати з контрактами за бажанням. Припустимо, що продавець і покупець домовилися про обмін товаром у майбутньому. У випадку конкретного виконання, доставка товару може бути встановлена судом, тоді як у випадку укладання договору за бажанням продавець завжди має право відмовитися від договору. Гарт і Мур (1988) показали, що якщо лише договори за власним бажанням підлягають виконанню, то сторони не мають достатніх стимулів для здійснення інвестицій, пов'язаних із відносинами. Згодом кілька авторів, таких як Aghion et al. (1994) показали, що проблема недостатнього інвестування (іноді її називають проблемою затримки) може бути вирішена, якщо є можливими конкретні контракти на виконання. Однак ці висновки ґрунтуються на припущенні про відсутність інформаційної асиметрії. Шмітц (2022) зазначив, що якщо продавець може отримати інформаційну перевагу над покупцем після підписання контракту, то контракти за бажанням іноді можуть бути кращими з точки зору економічної ефективності.